# Europamästerskapen i rodel 2020
Europamästerskapen i rodel 2020 hölls mellan den 18 och 19 januari 2020 i Lillehammer, Norge.

## Schema
Det tävlades i fyra grenar.
| Datum      | Tid   | Gren            |
| ---------- | ----- | --------------- |
| 18 januari | 09:50 | 1:a åket damer  |
| 18 januari | 11:15 | 2:a åket damer  |
| 18 januari | 12:40 | 1:a åket dubbel |
| 18 januari | 14:00 | 2:a åket dubbel |
| 19 januari | 09:20 | 1:a åket herrar |
| 19 januari | 10:55 | 2:a åket herrar |
| 19 januari | 13:00 | Lagstafett      |

## Medaljsummering

### Medaljtabell
| Nr                  | Nation              | Guld | Silver | Brons | Totalt |
| ------------------- | ------------------- | ---- | ------ | ----- | ------ |
| 1                   | Ryssland            | 2    | 1      | 3     | 6      |
| 2                   | Italien             | 1    | 1      | 0     | 2      |
| 2                   | Österrike           | 1    | 1      | 0     | 2      |
| 4                   | Tyskland            | 0    | 1      | 0     | 1      |
| 5                   | Lettland            | 0    | 0      | 1     | 1      |
| Totalt (5 nationer) | Totalt (5 nationer) | 4    | 4      | 4     | 12     |

### Medaljörer
| Gren           | Guld                                                                  | Guld     | Silver                                                                  | Silver   | Brons                                                          | Brons    |
| Singel, herrar | Dominik Fischnaller Italien                                           | 1.37,737 | Semen Pavlichenko Ryssland                                              | 1.37,911 | Roman Repilov Ryssland                                         | 1.37,965 |
| Singel, damer  | Tatjana Ivanova Ryssland                                              | 1.35,482 | Julia Taubitz Tyskland                                                  | 1.35,624 | Victoria Demchenko Ryssland                                    | 1.35,652 |
| Dubbel         | Ryssland Alexander Denisyev Vladislav Antonov                         | 1.35,585 | Österrike Thomas Steu Lorenz Koller                                     | 1.35,685 | Ryssland Vladislav Yuzhakov Yuri Prokhorov                     | 1.35,757 |
| Lagstafett     | Österrike Madeleine Egle David Gleirscher Thomas Steu / Lorenz Koller | 2.36,912 | Italien Andrea Vötter Dominik Fischnaller Ivan Nagler / Fabian Malleier | 2.37,020 | Lettland Ulla Zirne Kristers Aparjods Andris Šics / Juris Šics | 2.37,543 |